# Bagrypsta
Bagrypsta (abchazsky Баӷрыԥсҭа, rusky Багрыпста nebo Холодная Речка gruzínsky ხოლოდნაია რეჩკა – Cholodnaia Rečka) nebo také Bagrypš (abchazsky Баӷрыԥш) je vesnice v Abcházii v okrese Gagra na pobřeží Černého moře. Leží přibližně 10 km východně od hranic s Ruskem a těsně přiléhá k okresnímu městu Gagra. Obec sousedí na severu s Hašupsy, na východě a jihovýchodě s čtvrtí Abaata, předměstím Gagry, na západě s Candrypšem. Obcí protékají potoky Anachomsta, Cholodnaja, Bagrypsta a čtyři další potůčky, jež všechny pramení na severních svazích. V obci se nachází železniční zastávka na železnici spojující Rusko s Abcházií. Dále ji protíná hlavní silnice spojující Rusko s Gruzií.

## Vesnický okrsek Bagrypsta
Bagrypsta je vesnické správní centrum s oficiálním názvem Vesnický okrsek Bagrypsta (rusky Сельская администрация Багрыпста, abchazsky Баӷрыԥсҭа ақыҭа ахадара). Za časů Sovětského svazu se okrsek jmenoval Cholodnorečenský selsovět (Холоднореченский сельсовет). Součástí vesnického okrsku Bagrypsta jsou následující části:

Vesnický okrsek Bagrypsta

- Bagrypsta / Bagrypš (Баӷрыԥсҭа / Баӷрыԥшь)
- Anychapsta / Grebešok (Аныхаԥсҭа / Гребешок) – gruzínsky გრებეშოკი (Grebešoki)
- Arasachu / Orechovo (Арасахәы / Орехово) – gruzínsky ორეხოვო (Orechovo); v letech 1948–1955 Kakliani
- Čigrypš (Чыгрыԥшь) – gruzínsky ჩიგრიფში (Čigripši)

## Historie

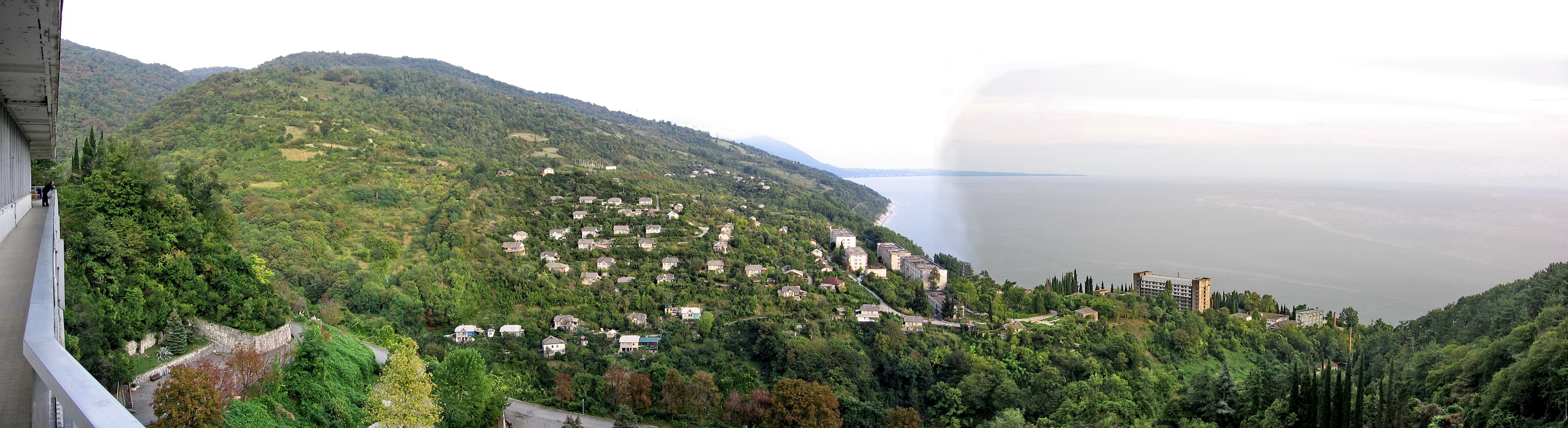
Panorama Bagrypsty

Obec byla založena v roce 1828 arménskými přistěhovalci ze Samsunu, kteří ji pojmenovali Gošendak-Derekej. Avšak tento název se nakonec neujal a obec byla pojmenována gruzínským názvem Cabliani (Цаблиани), což znamenalo „Kaštanový“. V tomto období Abchazové tuto ves nazývali několika různými názvy: Begeuča, Begeva i Bagrypš. Avšak ani tyto názvy se neujaly. Na začátku 20. století byl stanoven v té době definitivní název, tentokrát ruský: Cholodnaja Rečka, jenž setrval po celé sovětské období. V roce 1917 nebo 1918 pak vznikla první oficiální administrativa obce. Ještě ve 30. letech 20. století se tato obec dělila na Horní a Dolní Cholodnaju Rečku.
V průběhu sovětského období, kdy zde vznikl selsovět, byly v obci, obklopené krásnou přírodou, zřízeny letoviska a velké hotely pro trávení dovolené: Bagrypš, Solnečnyj a Cholodnaja Rečka. Svou daču si zde nechal postavit i sovětský vůdce Josif Vissarionovič Stalin. Když byla do obce přivedena železniční doprava, vzniklo zde nádraží s názvem Sinatle (სინათლე – česky: Světlo), avšak neoficiálně se nazývalo též Cholodnaja Rečka. V sovětských dobách byl statut zdejšího selsovětu párkrát změněn a obec se stala na krátký čas i součástí Gagry nebo Mikelrypšského selsovětu.
Po vypuknutí války v Abcházii tuto obec opustila značná část obyvatel, ustala železniční doprava a hosté trávící zde dovolenou též uprchli. Po bitvě o Gagru na podzim 1992 ovládli obec abchazští separatisté. V prosinci téhož roku rozhodla vojenská správa separatistů o přejmenování Cholodné Rečky na současný název Bagrypsta, avšak název Cholodnaja Rečka je nadále v Abcházii užíván neoficiálně a gruzínskými úřady, které považují Abcházii za své území, je nadále užíván oficiálně. Nový název byl odvozen od zdejšího starého šlechtického rodu Bagbů (Баӷба) a od abchazského slova soutěska (аԥсҭа). V Bagrypstě je i v současnosti většina jeho obyvatel arménské národnosti. Po poválečné obnově je nadále hlavním prvkem hospodaření Bagrypsty turistický ruch.

## Obyvatelstvo
Dle nejnovějšího sčítání lidu z roku 2011 je počet obyvatel vesnického okrsku 909 a jejich složení je následovné:
- 651 Arménů (71,6 %)
- 192 Rusů (21,1 %)
- 21 Pontských Řeků (2,3 %)
- 14 Abchazů (1,5 %)
- 31 příslušníků ostatních národností (3,4 %)

V roce 1989, před válkou v Abcházii žilo v Cholodné Rečce 1624 obyvatel a v celém Cholodnorečenském selsovětu 2251 obyvatel.
V roce 1959 žilo v Cholodné Rečce 660 obyvatel a v celém Cholodnorečenském selsovětu 1430 obyvatel.